# Loukás Mavrokefalídis
Loukás Mavrokefalídis (ou Loukas Mavrokefalides) (en grec : Λουκάς Μαυροκεφαλίδης ; né le 25 juillet 1984 à Geseni (Jeseník), en Tchécoslovaquie) est un joueur grec de basket-ball, évoluant au poste d'ailier fort.

## Carrière
Loukás Mavrokefalídis commence sa carrière professionnelle au PAOK Salonique. Lors de la saison 2005-2006, il réalise des moyennes de 16,7 points et 8,4 rebonds par match, remportant le titre de meilleure progression de la ligue grecque.
À l'été 2006, Mavrokefalidis rejoint la Virtus Rome, mais ne parvient pas à s'imposer dans l'équipe. Il est transféré en février 2007, à Valencia en Liga ACB en échange de Roberto Chiacig et Jon Stefánsson. le 12 juillet 2007, Mavrokefalidis rejoint l'Olympiakos. En 2008, il est transféré à Maroussi Athènes. La saison suivante, il retourne de nouveau à l'Olympiakos. En juillet 2011, il quitte l'Olympiacos et signe un contrat de deux ans avec le Spartak Saint-Pétersbourg.
Avec le Spartak, il participe à l'EuroCoupe 2012-2013. Le Spartak est éliminé en quart de finale mais Mavrokefalidis est nommé dans la seconde meilleure équipe type (All-Eurocup second team) de la compétition. Le 16 mai 2013, il est recruté par le FC Barcelone à la suite de la blessure de Nathan Jawai. En juillet 2013, il part au Panathinaïkos où il signe un contrat de 2 ans.

## Palmarès
- Médaille de bronze au championnat du monde des 19 ans et moins 2003
- Médaille d'argent au championnat du monde des 21 ans et moins 2005
- Vainqueur de la coupe de Grèce 2010, 2011[6], 2014, 2015
- Meilleur joueur de la Coupe de Grèce de basket-ball 2015